# Площадь Ленина (станция метро, Санкт-Петербург)

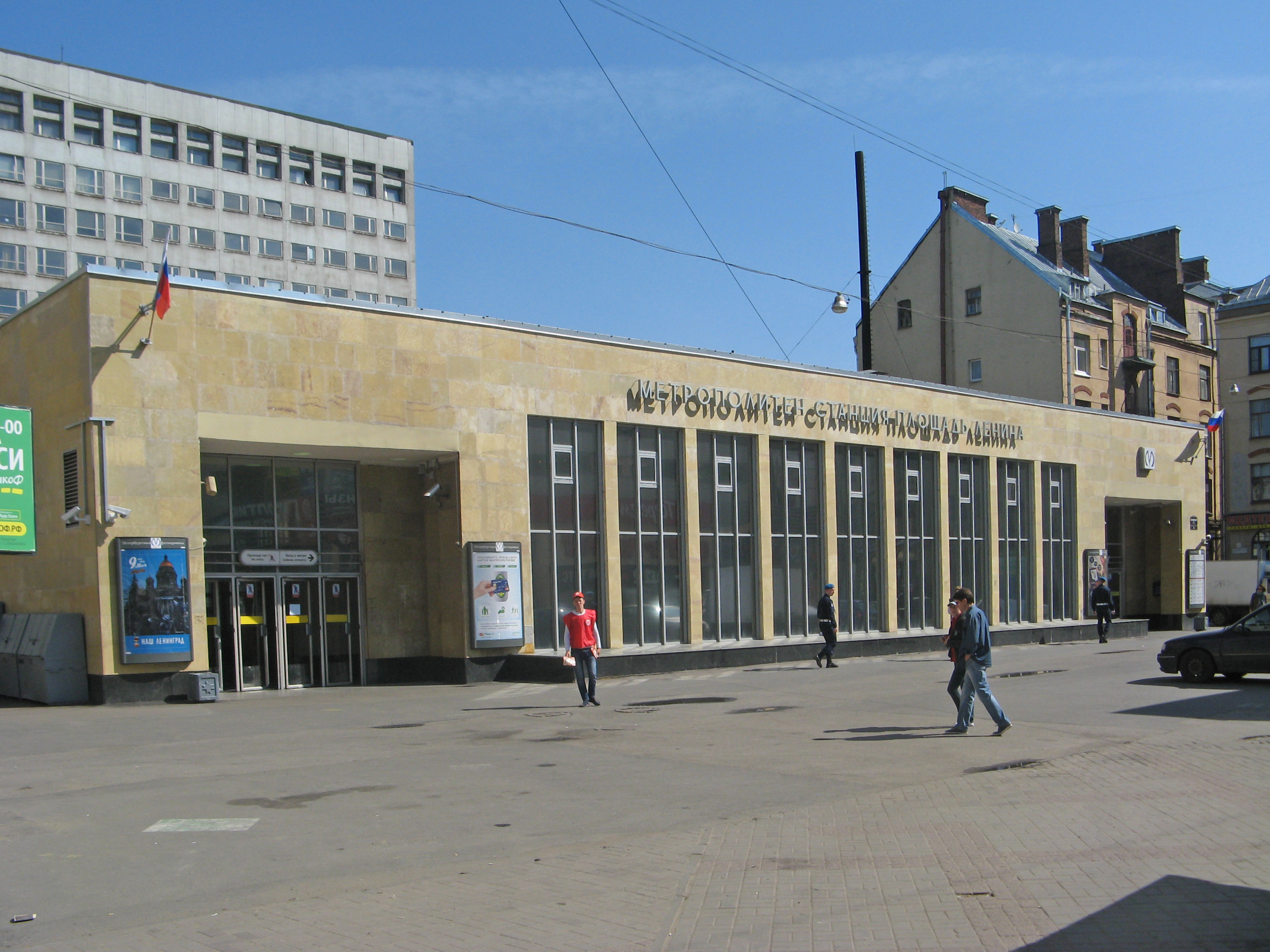
Павильон станции на Боткинской улице

«Пло́щадь Ле́нина» — станция Петербургского метрополитена. Расположена на Кировско-Выборгской линии, между станциями «Чернышевская» и «Выборгская».
Станция открыта 1 июня 1958 года в составе второй очереди метрополитена «Площадь Восстания» — «Площадь Ленина». Название связано с расположением первого наземного вестибюля.
В проекте станция носила название «Финляндский вокзал».
Тема оформления станции — возвращение В. И. Ленина в июне 1917 года из Финляндии в Петроград.

## Наземные сооружения

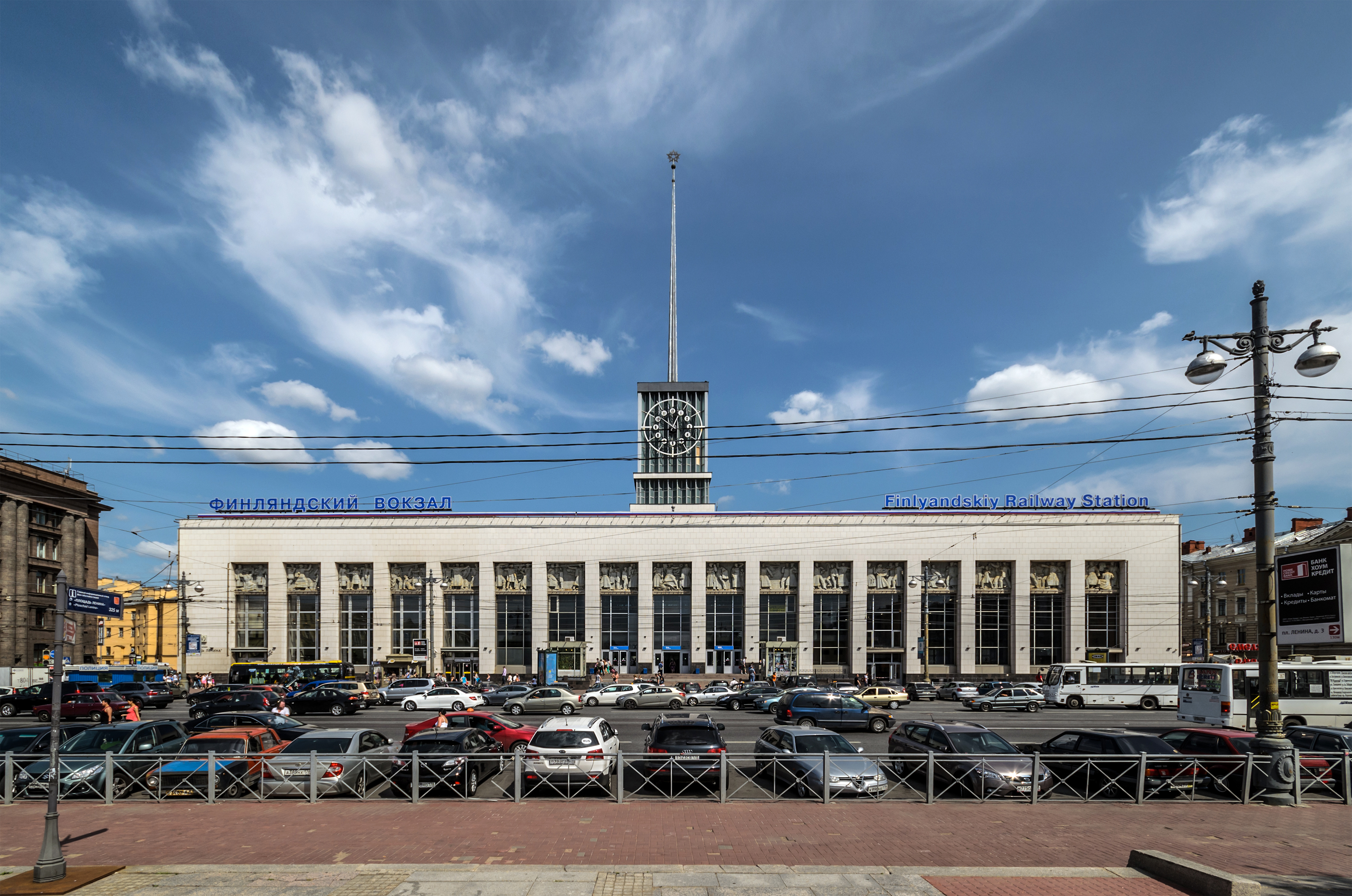
Главный фасад Финляндского вокзала. Вход в метро в левой части

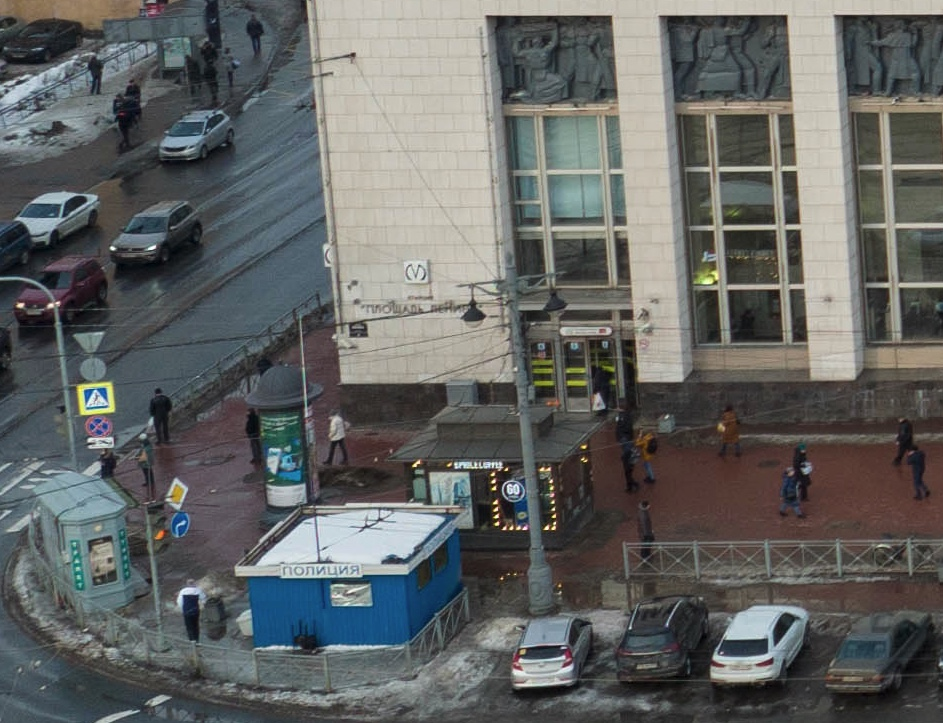
Вход в метро

Первый наземный вестибюль станции выполнен по проекту архитектора А. К. Андреева и располагается у одноимённой площади. Вестибюль встроен в здание Финляндского вокзала. Стену кассового зала украшает мозаичное панно, посвящённое выступлению Ленина перед рабочими и солдатами Петрограда 3 апреля 1917 года, работы художников А. А. Мыльникова и А. Л. Королёва.
4 августа 1962 года открыт второй выход на поверхность в сквере на Боткинской улице, выполненный по проекту того же архитектора при участии Ю. Н. Козлова и инженера Е. А. Эрганова. Вестибюль в плане имеет полукруглую форму. Пассажирам нужно обойти наклонный ход эскалатора, чтобы выйти или войти в метро с улицы. На сходе с эскалатора пассажиры видят перед собой стену с окнами из рифлёного стекла. Снаружи фасад вестибюля выделяется большими окнами-витринами.
После замены названия (удаления из названия станции строки «имени Ленина») на фасад вестибюля повесили буквы, по виду напоминающие пластмассовые. До 2004 года над входом и выходом уходили вверх два козырька, но из-за произошедшей в 1999 году трагедии на «Сенной площади» они были демонтированы.
В 2006 году оборудовано место для касс в вестибюле Финляндского вокзала. Вестибюль украшают оригинальные светильники.
Оба выхода снабжены тремя эскалаторами. На «Площади Ленина», как и на «Чернышевской», установлены одинаковые, самые высокие в мире на момент открытия эскалаторы (высота подъёма 65,8 метров, длина наклонной части 131,6 метров, 755 ступеней, каждый поручень — петля длиной 290 метров). Балюстрады эскалаторов сохранили оригинальные бордовые панели и светильники.

## Подземные сооружения
«Площадь Ленина» — пилонная станция глубокого заложения (глубина 71 м). Является одной из самых глубоких в Петербургском метрополитене. Подземный зал выполнен по проекту архитектора А. К. Андреева.
Так же, как и станция «Чернышевская», «Площадь Ленина» строилась в период борьбы с архитектурными излишествами. Однако благодаря тому, что вестибюль станции предусматривалось встроить в новое здание Финляндского вокзала, являвшемся крупным пассажирским узлом пригородного сообщения, все три нефа станции выполнены в тоннелях увеличенного диаметра — 9,5 м (у «Чернышевской» тоннели имеют диаметр 8,5 м). Оформление станции выдержано в контрастных красно-белых тонах. На всей станции применено закарнизное освещение.
Карнизы расположены на высоте около двух метров, практически на уровне взгляда пассажиров. В 2006 году освещение станции было заменено с ртутных ламп на натриевые. С одной стороны станция стала выглядеть светлее, а с другой полностью поменялась цветовая палитра. По состоянию на лето 2007 года освещение было разноцветным: проходы между пилонами освещались белыми лампами, а станционные залы — жёлтыми. С 2021 года вся станция освещается белыми светодиодными лампами.
В ноябре 2019 года в наклонном ходе, ведущем на Финляндский вокзал, началась замена исторических светильников-«факелов» на «факелы»-новоделы. Это вызвало общественный резонанс в интернете, тем не менее замена была проведена. На многих станциях родные светильники постепенно заменяются на «факелы»-новоделы. У «новоделов» дизайн плафона такой же, как и у исторических светильников, а вот стойка имеет другой дизайн, отвечающий современным требованиям безопасности. Замена светильников производится в связи со вступившими в силу новыми санитарными нормами и правилами, поскольку у старых светильников недостаточная сила освещения.

### Перронные залы
Путевые стены перронных залов облицованы кафельной плиткой двух цветов: снизу — чёрного, сверху — белого; на дверях путевых стен установлены декоративные решётки с надписью «1958» (по году открытия станции). Кафельная плитка уложена по-кирпичному и это единственная станция Петербургского метрополитена с такой особенностью оформления путевых стен: все остальные станции, путевые стены которых облицованы кафельной плиткой, имеют укладку «в клеточку».
Поверх плитки пущен деревянный карниз, покрашенный шаровой краской.
Стены оформлены мрамором, на них расположены горизонтальные светильники закарнизного освещения. На пилонах лампы расположены непосредственно за карнизами. Пол перронов — гранитный.

### Центральный зал
Укороченный центральный зал станции находится между двумя арками гермоворот, за каждой из которых расположен эскалаторный зал. По всему периметру зала используются светильники, скрытые за карнизами пилонов. Однако сразу после открытия станции в центральном зале на своде висели оригинальные люстры, но впоследствии они были сняты и их дальнейшая судьба неизвестна. Пол центрального зала покрыт гранитом красного цвета с серым кантом и белым обрамлением по краям.

## Наземный общественный транспорт

#### Автобусы
| №   | Пересадки                                                      | Конечный пункт 1                  | Конечный пункт 2                  |
| --- | -------------------------------------------------------------- | --------------------------------- | --------------------------------- |
| 21  | Чернышевская                                                   | Площадь Ленина Финляндский вокзал | Ладожская Ладожский вокзал        |
| 28  | Финляндский вокзал                                             | Горьковская                       | Белорусская улица                 |
| 37  | -                                                              | Площадь Ленина Финляндский вокзал | Белорусская улица                 |
| 49  | Гостиный двор Невский Проспект Сенная площадь Спасская Садовая | Площадь Ленина Финляндский вокзал | Двинская улица                    |
| 86  | Выборгская Ланская Удельная Озерки                             | Площадь Ленина Финляндский вокзал | улица Жени Егоровой               |
| 106 | -                                                              | Площадь Ленина Финляндский вокзал | Пискарёвка                        |
| 107 | -                                                              | Площадь Ленина Финляндский вокзал | Пискарёвка                        |
| 133 | Пискарёвка                                                     | Площадь Ленина Финляндский вокзал | Ручьи                             |
| 176 | Пискарёвка Ручьи Академическая Гражданский проспект            | Площадь Ленина Финляндский вокзал | Суздальский проспект              |
| 234 | Улица Дыбенко                                                  | Площадь Ленина Финляндский вокзал | река Оккервиль                    |
| 267 | Выборгская Лесная Ланская Новая Деревня Пионерская             | Площадь Ленина Финляндский вокзал | ЖК «Новоорловский»                |
| 530 | Бернгардовка Всеволожская                                      | Площадь Ленина Финляндский вокзал | Всеволожск, Александровская улица |

#### Троллейбусы
| №  | Пересадки | Конечный пункт 1                  | Конечный пункт 2                  |
| -- | --- | --------------------------------- | --------------------------------- |
| 3  | Финляндский вокзал Владимирская Достоевская Звенигородская Пушкинская Витебский вокзал Технологический институт            | улица Маршала Тухачевского        | Балтийская Балтийский вокзал      |
| 8  | Пискарёвка Финляндский вокзал Владимирская Достоевская Звенигородская Пушкинская Витебский вокзал Технологический институт | Ручьи                             | Балтийская Балтийский вокзал      |
| 38 | Гражданский проспект Ручьи Пискарёвка                                                                                      | Суздальский проспект              | Площадь Ленина Финляндский вокзал |
| 43 | Проспект Большевиков Улица Дыбенко                                                                                         | Площадь Ленина Финляндский вокзал | к/ст «Река Оккервиль»             |

#### Трамваи
| №  | Пересадки                                                      | Конечный пункт 1                  | Конечный пункт 2        |
| -- | -------------------------------------------------------------- | --------------------------------- | ----------------------- |
| 3  | Гостиный двор Невский Проспект Сенная площадь Спасская Садовая | Площадь Ленина Финляндский вокзал | площадь Репина          |
| 6  | Горьковская Спортивная Василеостровская Приморская             | Площадь Ленина Финляндский вокзал | улица Кораблестроителей |
| 20 | Выборгская Лесная Ланская Удельная Озерки                      | Площадь Ленина Финляндский вокзал | проспект Культуры       |
| 23 | Новочеркасская Улица Дыбенко                                   | Площадь Ленина Финляндский вокзал | проспект Солидарности   |
| Т1 | Василеостровская Спортивная Горьковская Финляндский вокзал     | Средний проспект В.О., Музей ГЭТ  | Инженерная улица        |

## Особенности проекта и станции

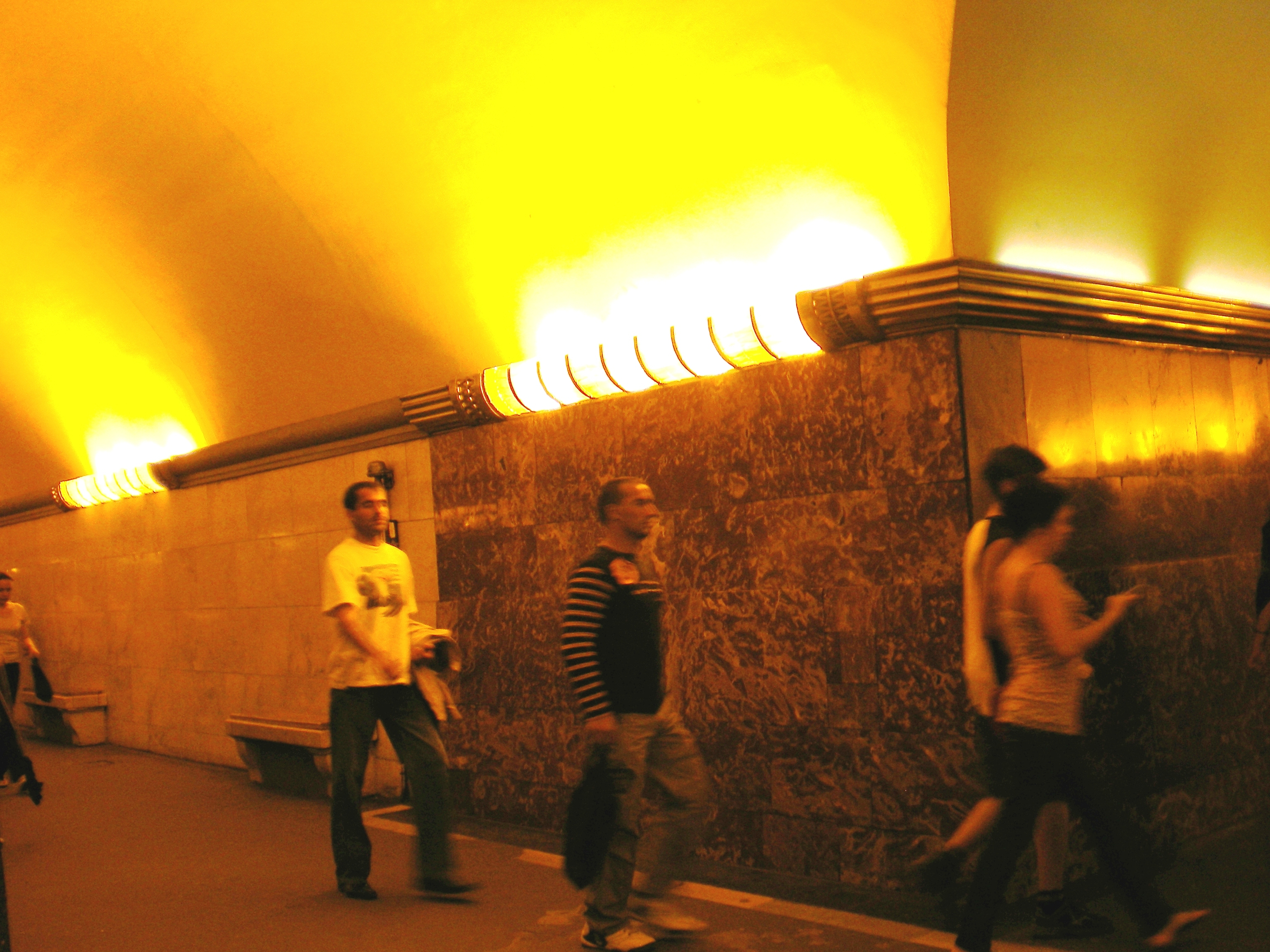
Стык красной отделки пилона и белого мрамора путевой стены

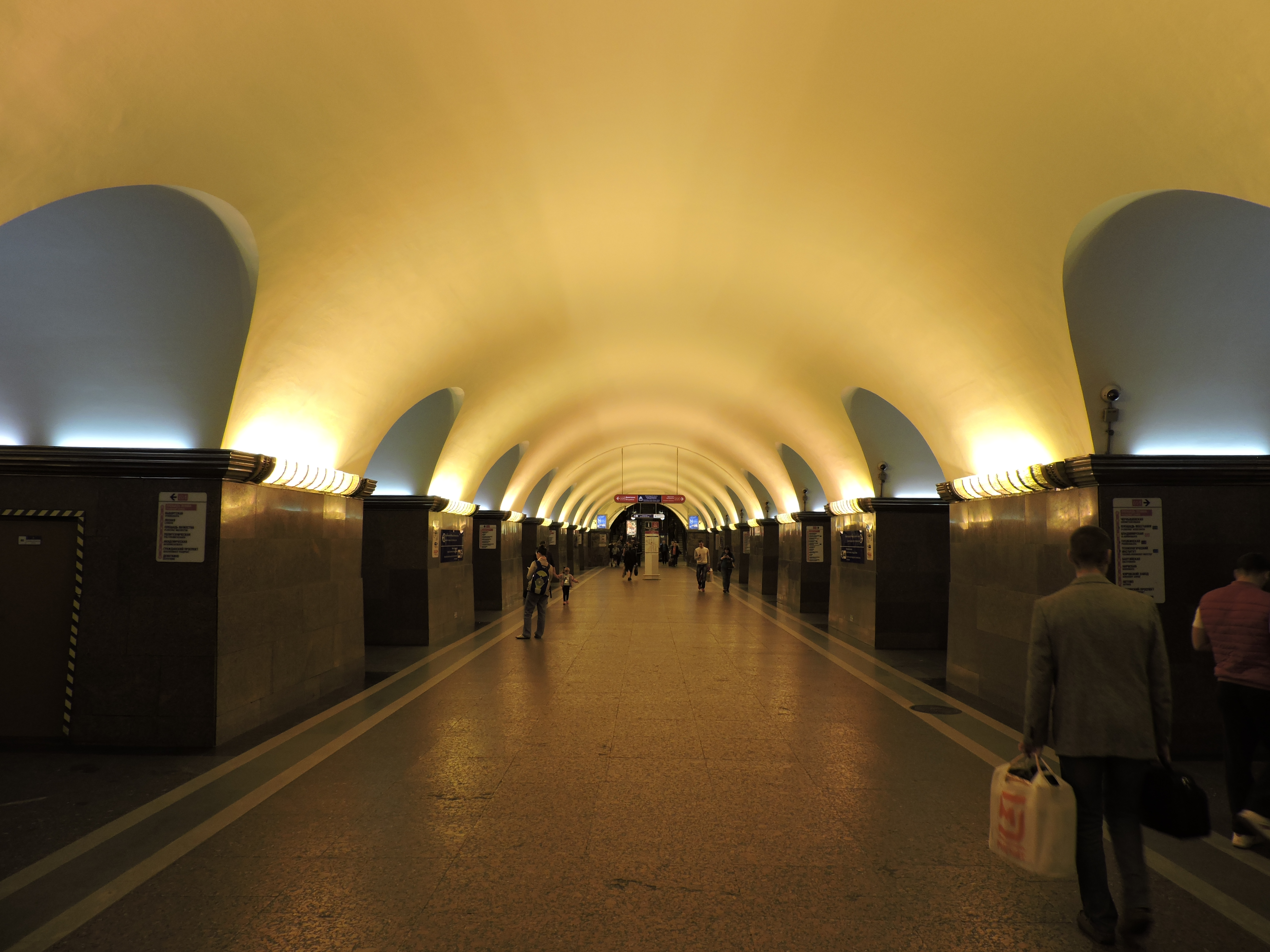
Разноцветное освещение станции

- Ввод станции позволил на длительное время (до постройки в 2003 году Ладожского вокзала) соединить все железнодорожные вокзалы города одной линией метрополитена. Эта задача была поставлена ещё до войны, и её выполнение заняло более 10 лет.
- Перегон к станции «Чернышевская» стал первым, пройденным под Невой, причём под самым её глубоким местом, где глубина достигает 24 метров[источник не указан 291 день]. Проходка выполнялась щитовым способом, с открытым лбом забоя (то есть окружающие грунты в забое были не изолированы от тоннеля). Поэтому для выдавливания просачивающейся под руслом реки воды проходка осуществлялась с применением кессона, создающего избыточное давление в тоннеле на период строительства. Обделка тоннеля в подрусловой зоне выполнена двухслойной: наружный тоннель — диаметром 6,0/5,56 м и внутренний — диаметром 5,5/5,1 м; толщина стен тоннеля составляет 90 см. При отправлении в сторону «Чернышевской» (и наоборот) поезда сначала незначительно разгоняются, затем едут под уклон по инерции и после этого снова разгоняются и выходят на подъём. Глубина перегона в этих местах составляет примерно 90-110 м, и он уступает по глубине только перегону между станциями «Невский проспект» и «Горьковская».
- Ввиду того, что в вестибюле на Боткинской улице зал с турникетами визуально отделëн от зала с эскалаторами, вверху у эскалаторов обустроен пост дежурного, размещëнный в дополнение к стандартному посту в нижней части наклонного хода[11].

### Станция в цифрах
Таблица времени прохождения первого поезда через станцию:
|                                  | По чётным числам | По нечётным числам |
| В сторону станции «Выборгская»   | 5:57             | 5:57               |
| В сторону станции «Чернышевская» | 5:47             | 5:43               |

## Путевое развитие
За станцией находится шестистрелочный оборотный тупик. Ранее в средних тупиках находился пункт технического обслуживания электропоездов.
3-й путь не заканчивается тупиковым упором, а продолжается дальше (путь перекрывается решётчатыми воротами), светофоры после ворот повёрнуты в обратную сторону. Путь идёт дальше к так называемому дальнему воздухозабору, он же командный пункт воздухозабора. Его вентшахта расположена во дворе здания по адресу Лесной проспект, 25. Рядом со зданием Лесной проспект, 17 корпус 3, находится труба подземной дизельной электростанции от объекта. Он предназначен для создания положительного давления и вентиляции метро в случае ядерной или химической атаки, когда будут закрыты гермозатворы, ведущие на поверхность, во избежание попадания опасных веществ в воздух метрополитена.
На перегоне к станции «Выборгская» можно видеть несколько заброшенных тоннелей, превращённых в кладовые. Это обусловлено тем, что трасса перегона изменялась 3 раза прямо во время проходки тоннелей.
|  |  |  |  |  |

|  |  |  |  |  |

|  |  |  |  |  |

|  |  |  |  |

|  |  |  |  |

|  |  |  |  |  |

|  |  |  |  |  |

|  |  |  |  |  |

|  |  |  |  |

|  |  |  |  |

|  |  |  |  |  |

|  |  |  |  |  |

|  |  |  |  |  |

|  |  |  |  |

|  |  |  |  |

|  |  |  |  |  |

|  |  |  |  |  |

|  |  |  |  |  |

|  |  |  |  |

|  |  |  |  |